# Neodiogmites carrerai
Neodiogmites carrerai är en tvåvingeart som beskrevs av Artigas och Nelson Papavero 1988. Neodiogmites carrerai ingår i släktet Neodiogmites och familjen rovflugor. Inga underarter finns listade i Catalogue of Life.